# Chapadas das Mangabeiras (tiểu vùng)
Chapadas das Mangabeiras là một tiểu vùng thuộc bang Maranhão, Brasil. Tiều vùng này có diện tích 16877 km², dân số năm 2007 là 62936 người.